# Synasellus pombalensis
Synasellus pombalensis är en kräftdjursart som beskrevs av Odette Afonso 1987. Synasellus pombalensis ingår i släktet Synasellus och familjen sötvattensgråsuggor. Inga underarter finns listade i Catalogue of Life.